# Spaniopus amoenus
Spaniopus amoenus är en stekelart som beskrevs av Förster 1856. Spaniopus amoenus ingår i släktet Spaniopus, och familjen puppglanssteklar. Arten är reproducerande i Sverige.